# Elca Sound
La Elca Sound è una casa discografica calabrese che ha sede a Reggio Calabria, fondata nel 1975 da Calogero Centofanti, venuto a mancare nel settembre 2006.
Nel 1977 sono incise le prime canzoni folcloristiche calabresi. Si inizia produrre dischi 45 giri poi stereo 8 e musicassette stereo 7. All'inizio degli anni ottanta riscuote i primi successi nazionali grazie ai prodotti innovativi sulla satira politica. Vende in Italia ed all'estero milioni di copie. La Elca Sound in questo periodo organizza e gestisce la vendita anche all'estero: Europa, America e Australia.
Negli anni novanta vengono prodotti dalla Elca Sound artisti calabresi come Otello Profazio, Enzo Laface, Mino Reitano, i Calabruzi e Micu u pulici.
Nel 1995 rileva la Said Records di Palmi, etichetta nata nel 1960, acquisendo così canzoni del panorama folcloristico abruzzese, pugliese e siciliano. Si inizia così a stampare sul supporto attuale dell'epoca ed ancora in uso il CD. 
Attualmente possiede oltre 10000 brani in CD o musicassetta.

## Artisti della Elca Sound
- A strina cusentina
- Angelo Furfaro
- Antonio Serra
- Aurelio Mandica
- Carmelo Pansera
- Ciccio Carere
- Don Ciccillo Martino
- Francesco Argento
- Francesco Epifanio
- Franco Gambino
- Enzo Laface
- Etnosound
- Demetrio Aroi
- Fred Scotti
- Calabruzi
- Cumpari
- Karadros
- Los Calabros
- Mario Gualtieri
- Mimmo Lamonaca
- Turi Rugolo
- Mino Reitano
- Micu u pulici
- Mimmo Cavallaro
- Orazio Strano
- Otello Profazio
- Pino Lamberti
- Pompeo Stillo
- Rizotti Menotti
- Romeo Livieri
- Salvatore Macheda
- Salvatore Tripodi
- Teresa Merante
- Tony e Andrea - Style Orchestra
- Totò Megali
- Velk
- I Terrons